# 瓦沙羅什瑙梅尼

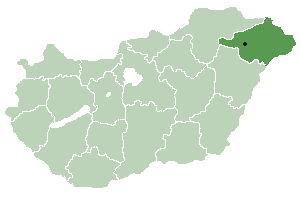

瓦沙羅什瑙梅尼（匈牙利語：Vásárosnamény）是匈牙利的城鎮，位於該國東北部，由索博爾奇-索特馬爾-貝拉格州負責管轄，面積65.66平方公里，2011年人口8,707，其中約六成居民信奉基督教。
48°7′35″N 22°19′5″E / 48.12639°N 22.31806°E